# Milada (jaskinia)
Milada – jaskinia na terenie Krasu Słowacko-Węgierskiego, w Wewnętrznych Karpatach Zachodnich na Słowacji.

## Położenie
Jaskinia znajduje się w południowej części Płaskowyżu Silickiego (słow. Silická planina), ok. 1 km na południowy wschód od wsi Silická Brezová.

## Nazwa
Jaskinia otrzymała nazwę na cześć córki Jána Majki, wybitnego słowackiego speleologa, głównego odkrywcy jaskini.

## Geologia i morfologia
Jaskinia powstała w grubych warstwach jasnych wapieni triasowych zaliczanych do płaszczowiny silickiej. Ma charakter jaskini szczelinowo-rzecznej, rozwiniętej w linii lokalnego, skośnego pęknięcia tektonicznego, z aktywnym tokiem wodnym w najniższym poziomie. Należy do nielicznych jaskiń fluwiokrasowych Krasu Słowacko-Węgierskiego, których główny ciąg wodny jest rozwinięty w horyzoncie nawiązującym do powierzchni płaskowyżu, a nie do jego podstawy.
Według stanu na 1 marca 2016 r. jaskinia miała długość 1308 m, na które składa się ciąg korytarzy, wyerodowanych wspomnianym tokiem wodnym oraz wysokich sal o charakterze osuwiskowym i zawaliskowym. W jednej z nich osiągnięto wysokość 65 m ponad poziom podziemnego potoku. Pierwotne wejście do jaskini tworzył ponor w leju krasowym, usytuowanym na wysokości ok. 420 m n.p.m. Jaskinia kończy się przepływowym jeziorkiem, z którego wody znikają w syfonie.

## Hydrologia
Jaskinia Milada stanowi północną, ponorową część tzw. brezovsko-kečovskiego podziemnego systemu jaskiniowego i hydrologicznego, który zaczyna się wspomnianym ponorem koło wsi Silická Brezová. Podziemny tok wodny z Milady objawia się następnie w dolnej części położonej dalej na południowy zachód jaskini Bezodná ľadnica, skąd przedostaje się jeszcze dalej na południe, by ostatecznie osiągnąć powierzchnię w Keczowskim Wywierzysku (słow. Kečovská vyvieračka) na północnym skraju wsi Kečovo.
Prognozę takiego przepływu wód jaskiniowych w tym rejonie postawili już w 1946 r. J. Majko i Z. Krupár. Pierwsze badania, polegające na barwieniu wody i wskazujące na połączenie jaskini Milada z Keczowskim Wywierzyskiem wykonano w 1958 r., a kolejne w 1985 r. Szeroko zakrojone badania słowacko-węgierskie z 2006 r. potwierdziły jednoznacznie hydrologiczne połączenie jaskiń Milada i Bezodná ľadnica z Keczowskim Wywierzyskiem, natomiast nie potwierdziły takiego połączenia z Keczowskim Wywierzyskiem II ani z położonymi już po węgierskiej stronie granicy jaskiniami Vass Imre i Náti-lyuk, ani też z węgierskimi źródłami Tohonya, Szabó-kút i Babot-kút. Warto zaznaczyć, że z powodu wykorzystywania wód z Keczowskiego Wywierzyska do celów komunalnych (ujęcie zasilające wsie Kečovo i Dlhá Ves) w miejsce powszechnie stosowanych w takich przypadkach substancji chemicznych (np. fluoresceina) użyto znacznika biologicznego w postaci specyficznych bakteriofagów oznaczonych jako H40/1 (rodzina Siphoviridae), izolowanych z wód Oceanu Atlantyckiego.

## Fauna
Jaskinia jest ważnym zimowiskiem nietoperzy. Wśród 14 zinwentaryzowanych tu gatunków dominują podkowiec mały (Rhinolophus hipposideros), podkowiec duży (Rhinolophus ferrumequinum) i nocek duży (Myotis myotis). Nieregularnie pojawia się również podkowiec śródziemnomorski (Rhinolophus euryale). Z bezkręgowców występują tu np. rzadki skorupiak jaskiniowy Mesoniscus graniger i troglofilny krocionóg Polydesmus denticulatus.

## Historia poznania jaskini
Jaskinię odkrył w 1946 r. Ján Majko z towarzyszami po odgruzowaniu i oczyszczeniu starego ponoru, w którym ginęły wody lokalnego potoku Kraľová studňa. Tu na głębokości 19 m osiągnęli aktywny podziemny tok wodny i wytworzony przezeń ciąg korytarzy i sal długości 450 m. Dalszą część jaskini o długości 360 m odkryli w 1960 r. J. Jirásek i Š. Furín po pokonaniu płytkiego syfonu. Zamykający jaskinię drugi syfon pozostaje do dziś nieprzebyty. W tym samym roku (m.in. w związku z niezrealizowanymi planami udostępnienia jaskini do zwiedzania) wykonano sztuczne wejście w formie sztolni udostępniającej bezpośrednio Salę Wejściową (słow. Vstupný dóm). Obecnie wejście to jest zamknięte, a jaskinia niedostępna do zwiedzania.

## Ochrona jaskini
Jaskinia Milada jest przykładem aktywnej jaskini fluwiokrasowej powstałej w warunkach krasu płaninowego, z pełnym rozwojem podziemnych form krasowych i bogatej szaty naciekowej. Obok stalaktytów i stalagmitów wyróżniają się tu piękne draperie naciekowe oraz różne formy koralitów i heliktytów. W 1972 r. cały system jaskiniowy Milady został objęty ochroną jako pomnik przyrody (słow. chráneny prírodný výtvor Milada). Rozporządzeniem Ministerstwa Środowiska Republiki Słowackiej nr  293/1996 z 30 września 1996 r. forma ochrony została zmieniona na narodowy pomnik przyrody (słow. Národná prírodná pamiatka Milada).